# 以色列鑽石產業
以色列鑽石產業以擁有悠久历史的钻石加工和交易中心之一而聞名。其钻石工业包揽了全世界一半以上的钻石加工其钻石的加工工业被公认是全世界最先进的，采用先进的切割和抛光技术，这些先进技术大部分都是在當地研发的。他们拥有知识渊博且经验丰富的技术人员，这就是以色列钻石加工业能领导世界潮流的根本所在。2010年，以色列成為金伯利進程國際證書制度的主席。猶太人擁有從事鑽石切割產業的傳統。15世紀後期，猶太人鑽石切割家Lodewyk van Berken發明的新工藝大幅改變了鑽石行業。現在以色列是世界三大拋光鑽石中心之一。2010年，世界9%（按價值計算）的鑽石在以色列拋光。
其在全世界的钻石交易市场以及国际展会上的表现也是相当的突出，并且成立了以色列钻石交易中心这样的行会，是以色列钻石行业走向更加规范与整体化。这些年来以色列钻石工业能够针对行业的发展变化及时调整自身，具有卓越的适应能力。比如在交易方面和钻石加工方面寻求合资和国际合作的做法，则充分体现了的灵活性。
另一方面，以色列商人恪守承诺而建立的良好信誉也是其在钻石也占有一席之位的不可或缺的因素。发展至今，世界范围内有将近一半的毛钻在以色列钻石交易中心进行切割。

## 历史
以色列考古学家在死海附近发现了一批早期的女性次等饰品，有黄金制成的项链，玛瑙奖章，石榴型的吊坠等。据考证，犹太人民族的钻石贸易要追溯到距今3000多年的远古。
据坊间传说，英文中“宝石”(jewel)一词是从“犹太”(jew)转变而来。钻石贸易行业的门槛相当的高。在贸易开始的初期，钻石资源的稀缺使得买卖双方的新人显得尤为重要。其家族为主的这种经营模式也奠定了稳固的基石。其另一特色即是优良的切工，至今还引领着钻石加工的潮流。